# Le Repas chez Levi
Le Repas chez Levi est une peinture de l'artiste italien Paolo Caliari, dit Véronèse en 1573.
Cette œuvre lui a été commandée par les religieux dominicains de l'église Santi Giovanni e Paolo à Venise qui souhaitaient remplacer la Cène du Titien qui avait été détruite en 1571 dans l’incendie du réfectoire. Confisquée par les armées napoléoniennes, la toile est conservée 15 ans au Louvre avant d'être restituée à l'Italie à la chute de l'Empire. Elle est alors placée à la Gallerie dell'Accademia de Venise où elle fait l'objet de plusieurs restaurations.

## Composition
Le tableau est une immense toile de treize mètres de long. Elle représente, dans son tiers inférieur, le Christ entouré d'un ensemble de personnages (serviteurs, hallebardiers et devant les deux colonnes, deux personnages importants : le maître d'hôtel ou le cuisinier à droite, peut-être Véronèse à gauche) vêtus à la mode du XVIe siècle et qui ne sont pas mentionnés dans les Évangiles. L'œuvre qui représente la Cène n'a pas lieu dans une auberge de Palestine, comme le décrit la Bible, mais dans un riche palais d'architecture classique, probablement inspiré de l'un de ceux construits par Andrea Palladio, architecte qui remodèle Venise en s'inspirant de l'Antiquité. Des arches d'une loggia semblent évoquer un arc de triomphe dont la symétrie est renforcée par les deux escaliers à balustrade qui accentuent les effets de la perspective. Toutes les lignes de fuite convergent vers le Christ qui trône à la table de ce banquet vénitien. L'artiste juxtapose des couleurs complémentaires.

## Une Cène controversée
À l'origine, le thème du tableau est « la Cène » c'est-à-dire l'ultime repas du Christ et de ses apôtres qui est un des grands thèmes traditionnels de la peinture religieuse. Toutefois, le traitement très personnel du sujet par Véronèse  éveille les soupçons du prieur de Santi Giovanni e Paolo qui le signale à l'Inquisition. Le prieur, sur les conseils de l'Inquisition, demande à Véronèse de remplacer le chien qui figure sur la toile par une Sainte Marie Madeleine. Véronèse refuse, jugeant que le personnage de  Sainte Marie Madeleine ne serait pas à sa place à cet endroit.
Obligé de s'expliquer devant le tribunal du Saint-Office le 18 juillet 1573, Véronèse confirme son attachement aux principes de la foi catholique mais joue la sottise et l'ignorance pour désarçonner les inquisiteurs, comme l'attestent ses réponses dans le procès-verbal. Lors de l'interrogatoire il est accusé d'impiété, pour avoir situé la Cène dans un lieu où des buveurs, des nains, des noirs chargés de plats et d'aiguières, des hallebardiers évoquant des protestants allemands, des turcs enrubannés, un serviteur au nez qui saigne ou des animaux (notamment le perroquet qui remplace la colombe de l'Esprit Saint) évoluent dans une atmosphère jugée profane. Il répond aux juges qui s’étonnent du nombre de personnages qu'il a peint : « s’il reste de l’espace dans le tableau je l’orne d’autant de figures que l’on me demande et selon mon imagination. » Quand il est interrogé sur les lansquenets vêtus à l'allemande présents dans le tableau, il ajoute : « Nous autres peintres, nous prenons de ces licences que prennent les poètes et les fous, et j’ai fait ces deux hallebardiers (...) parce que le patron de la Maison était  un homme important et riche selon ce qui m’a été dit et qu’il devait avoir ce genre de personnes à son service. » 
Condamné à amender l'œuvre pour la mettre en conformité avec ce que le tribunal d'inquisition pense être la bienséance religieuse, Véronèse, avec malice, n'en fera rien, changeant simplement le titre du tableau: La Cène devient Le Repas chez Levi, un épisode tiré de l’Évangile selon Luc (5, 29-32), dans lequel Levi (le nom hébreu de l’apôtre saint Matthieu) donne un grand festin dans sa maison.